# 포루그 파로흐자드

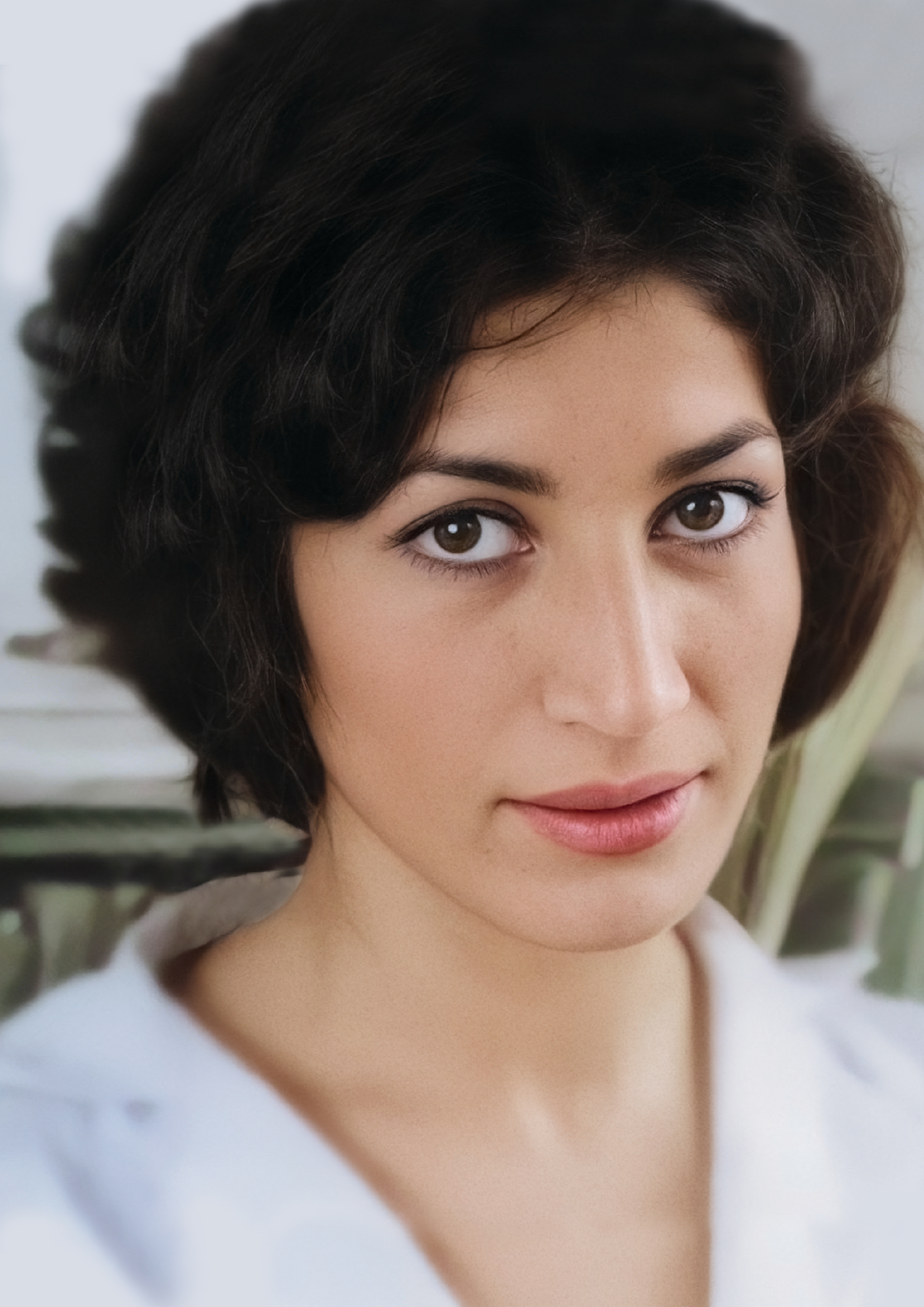

포루그 파로흐자드(페르시아어: فروغ فرخزاد, 영어: Forugh Farrokhzad, 1934년 12월 29일 ~ 1967년 2월 13일)는 이란의 시인, 영화 감독이다. 현대시인이자 인습 타파자로서, 당시로선 파격적인 여성적 관점에서의 글쓰기를 선보이면서 많은 논란을 자아냈다. 영화인으로서는 1963년 영화 《검은 집》을 통해 잘 알려져 있으며, 영화는 이란 뉴웨이브의 대표적 작품 중 하나로 평가 받고 있다.